# جذابیت شیطانی
جذابیت شیطانی (انگلیسی: Devilish Charm؛ کره‌ای: 마성의 기쁨) یک مجموعه تلویزیونی محصول کره جنوبی سال ۲۰۱۸ با بازی چوی جین هیوک، سونگ ها یون، هویا و لی جو یون است. این مجموعه از ۵ سپتامبر تا ۲۵ اکتبر ۲۰۱۸، روزهای چهارشنبه و پنجشنبه ساعت ۲۳:۰۰ (کی‌اس‌تی) از ام‌بی‌ان پخش شد.

## بازیگران

### اصلی
- چوی جین هیوک در نقش گونگ ما سونگ (۳۴ ساله)[۷]
  - چوی سونگ هون در نقش جوانی گونگ ما سونگ
- سونگ ها یون در نقش جو گی پوم (۳۰ سال)[۸]
- هویا در نقش سونگ کی جون (۳۱ سال)[۹]
  - سو یون هیوک در نقش جوانی سونگ کی جون
- لی جو یون در نقش لی ها ایم (۳۴ سال)[۱۰][۱۱]